# Blatnice (Pojbuky)
Blatnice (německy Blatnitz) je malá vesnice, část obce Pojbuky v okrese Tábor v Jihočeském kraji. Nachází se asi 1,5 kilometru severně od Pojbuk. Je zde evidováno 30 adres. V roce 2011 zde trvale žilo dvanáct obyvatel.
Blatnice leží v katastrálním území Pojbuky o výměře 5,4 km².

## Historie
První písemná zmínka o vesnici pochází z roku 1488.

## Obyvatelstvo
| Rok            | 1869 | 1880 | 1890 | 1900 | 1910 | 1921 | 1930 | 1950 | 1961 | 1970 | 1980 | 1991 | 2001 | 2011 | 2021 |
| -------------- | ---- | ---- | ---- | ---- | ---- | ---- | ---- | ---- | ---- | ---- | ---- | ---- | ---- | ---- | ---- |
| Počet obyvatel | 26   | 41   | 30   | 23   | 22   | 21   | 18   | 12   | 12   | 10   | 10   | 8    | 9    | 12   | 9    |
| Počet domů     | 4    | 4    | 4    | 4    | 4    | 4    | 3    | 4    | 4    | 3    | 2    | 3    | 3    | 5    | 2    |

## Obecní správa
Při sčítání lidu v letech 1850–1980 Blatnice byla osadou obce Pojbuky, se kterým patřila nejprve do okresu Tábor, ale v roce 1950 v okrese Pacov a od roku 1960 opět v okrese Tábor. Od 1. července 1980 do 23. listopadu 1990 byla částí obce Vodice v okrese Tábor. Od 24. listopadu 1990 je opět částí obce Pojbuky v okrese Tábor.